# Hollandse Oorlog
De Hollandse Oorlog (1672-1679) of de Frans-Nederlandse Oorlog begon toen Frankrijk de Republiek der Zeven Verenigde Nederlanden binnenviel wegens zijn streven naar natuurlijke grenzen. De Republiek schitterde in de Hollandse beginfase (1672-1674) van de strijd toen ze de Franse en Engelse vloten afweerde in de Derde Engelse Zeeoorlog, en uiteindelijk de Franse, Keulse en Münsterse inval terugsloeg.
Toch was 1672 een Rampjaar, omdat de kosten van de militaire verrichtingen mede de Gouden Eeuw beëindigden. Lodewijk XIV van Frankrijk keerde zich tegen de Zuidelijke Nederlanden en paste er vanaf 1673 de tactiek van de verschroeide aarde toe. In de afleidingsfase (1674-1676) begon Engeland Frankrijk te opponeren, terwijl de keizer Leopold I 
en Brandenburg-Pruisen de Fransen bestookten in de Elzas, waarop Lodewijk XIV afleidingen creëerde door Siciliës opstand tegen Spanje te steunen en door Zweden Brandenburg te laten aanvallen, waarop de Schoonse Oorlog van Denemarken tegen Zweden volgde.
Pas in de slotfase (1677-1678) boekten Frankrijk en Zweden opnieuw zeges, waardoor Lodewijk XIV de oorlog kon afsluiten met gebiedswinst in de Franche-Comté, in de Zuidelijke Nederlanden en de Cariben. De Vrede van Nijmegen van Frankrijk met de Republiek (augustus 1678), met Spanje (september 1678) en met Zweden en de keizer van Duitsland (februari 1679) en de Vrede van Saint-Germain tussen Frankrijk en Brandenburg-Pruisen (juni 1679) sloten de Hollandse Oorlog af. Frankrijk boekte gebieds- en prestigewinst, maar tegelijk geopolitiek verlies. Er ontstond namelijk een Engels-Nederlands blok dat tijdens de Negenjarige Oorlog (1688-1697) en de Spaanse Successieoorlog (1701-1714) zeer succesvol tegen Frankrijk zou blijken.

## De aanloop naar de Hollandse Oorlog (1670-1672)
Lodewijk XIV wilde voor Frankrijk natuurlijke grenzen, onder andere aan de Nederrijn. Zodoende wilde hij de Republiek isoleren en overwinnen om ook de Zuidelijke Nederlanden in te palmen. Ten tijde van de Devolutieoorlog (1667-1668) had de Republiek dat Frankrijk namelijk belet. Eerst bezette Lodewijk XIV Opper-Lotharingen (april 1670) dat al een enclave binnen Frankrijk vormde. Vervolgens sloot hij het geheime Verdrag van Dover (juni 1670) met Karel II van Engeland/Schotland. Een Franse toelage zou de Engelse koning bevrijden van belastingverzoeken aan het Engelse Parlement, zodat Karel II het absolutisme en het katholicisme in Engeland/Schotland kon invoeren. Tegelijkertijd probeerde Lodewijk XIV om van Engeland/Schotland een Franse satelliet te maken. Karel II van Engeland werd inderdaad een bondgenoot van Frankrijk, maar hij verspilde de Franse fondsen aan zijn hofhouding en werd niet katholiek en niet echt absolutistisch. Toch kon de Republiek deze Frans-Engelse coalitie slechts weerstaan door een verbond met de Spaanse Karel II (december 1671). Doch Lodewijk XIV verbond zich ook met het Prinsbisdom Münster, het Keurvorstendom Keulen en daarna Zweden (januari + april 1672). De Republiek werd zo door Frankrijk en diens bondgenoten omsingeld. Ze benoemde Willem III tot opperbevelhebber (kapitein-generaal van het leger) in alle gewesten (februari 1672) en verbond zich met Brandenburg-Pruisen (mei 1672).

## De Hollandse Oorlog omvat de 3de Engelse Zeeoorlog (1672-1674)

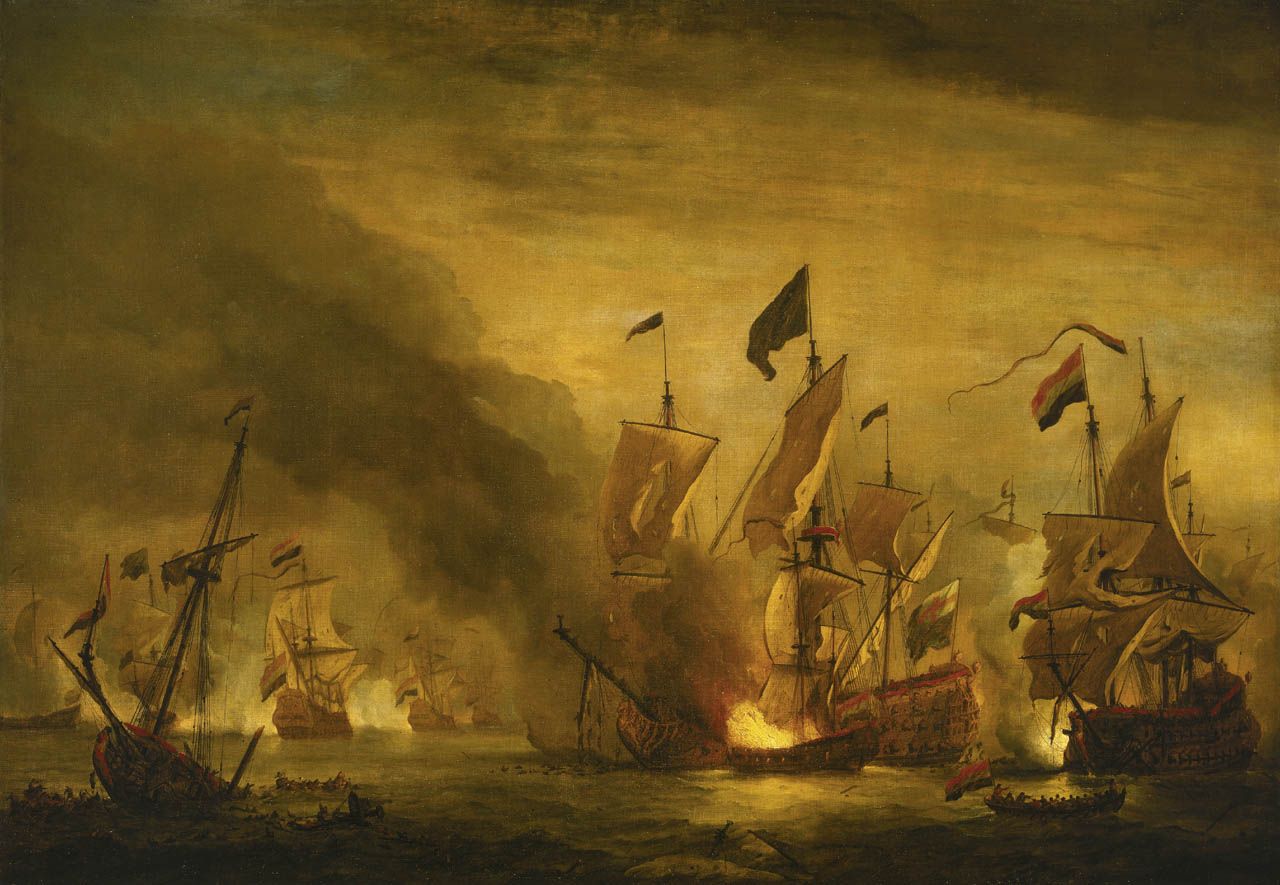
De Slag bij Solebay (1672), een Staatse brander steekt het Engelse admiraalsschip in brand

De Engelse vloot viel in Het Kanaal onverwachts, maar tevergeefs, de Staatse Smyrna-vloot aan, die terugkeerde uit het Osmaanse Rijk (maart 1672). Pas achteraf verklaarde Engeland/Schotland de Republiek de oorlog (27 maart 1672). Omdat Karel II dit had afgesproken met Lodewijk XIV maakt deze 3de Engelse Zeeoorlog onderdeel uit van de Hollandse Oorlog. Admiraal De Ruyter wilde een blokkade van de kust van de Republiek en een embargo op haar graaninvoer uit de Oostzee voorkomen. Hij viel de Engels-Franse vloot daarom per verrassing aan vóór Solebay (mei 1672) op de Engelse oostkust. De Fransen voeren er weg, De Ruyter verloor er twee schepen en de Engelsen hun admiraal en admiraalsschip. De Engelsen hadden hun oorlogsvloot sinds 1667 wederopgebouwd en die overtrof opnieuw die van de Republiek. En ze namen graag wraak voor hun vernedering bij Chatham in 1667 tijdens de Tweede Engelse Zeeoorlog. Maar De Ruyter had de Staatse vloot beter geoefend in het gebruik van grotere schepen. En Engelsen en Fransen wantrouwden elkaar. De zeeën bleven open. De Ruyter wilde een Engelse landing in de Republiek tegengaan door in de Theems blokkeringsschepen te laten zinken en zo de Engelse vloot op te sluiten. Maar de Engels-Franse vloot dreef De Ruyter terug. Daarop ging hij tussen de zandbanken van Schooneveld vóór de Scheldemonding liggen. De Republiek had veel kleine schepen met weinig diepgang omdat de Zuiderzee naar Amsterdam ondiep was en er ook langs de Nederlandse kust veel zandbanken lagen. Zandbanken bemoeilijkten het gebruik van zwaardere schepen met meer kanonnen en meer diepgang, zoals de Engelsen en de Fransen die meer hadden. Bij Schooneveld wist De Ruyter op die manier een numeriek sterkere Engels-Franse vloot te verdelen, en twee Franse schepen tot zinken te brengen tegen één Staats schip (juni 1672). Om zijn vloot te vrijwaren, liet hij het niet tot een beslissende slag komen. Tijdens de Tweede Slag bij Schooneveld wist hij opnieuw Britten en Fransen te scheiden (juni 1672). De Republiek weerstond zo Engeland en Frankrijk, een grootse prestatie.

## Lodewijk XIV valt de Republiek binnen (1672-1674)

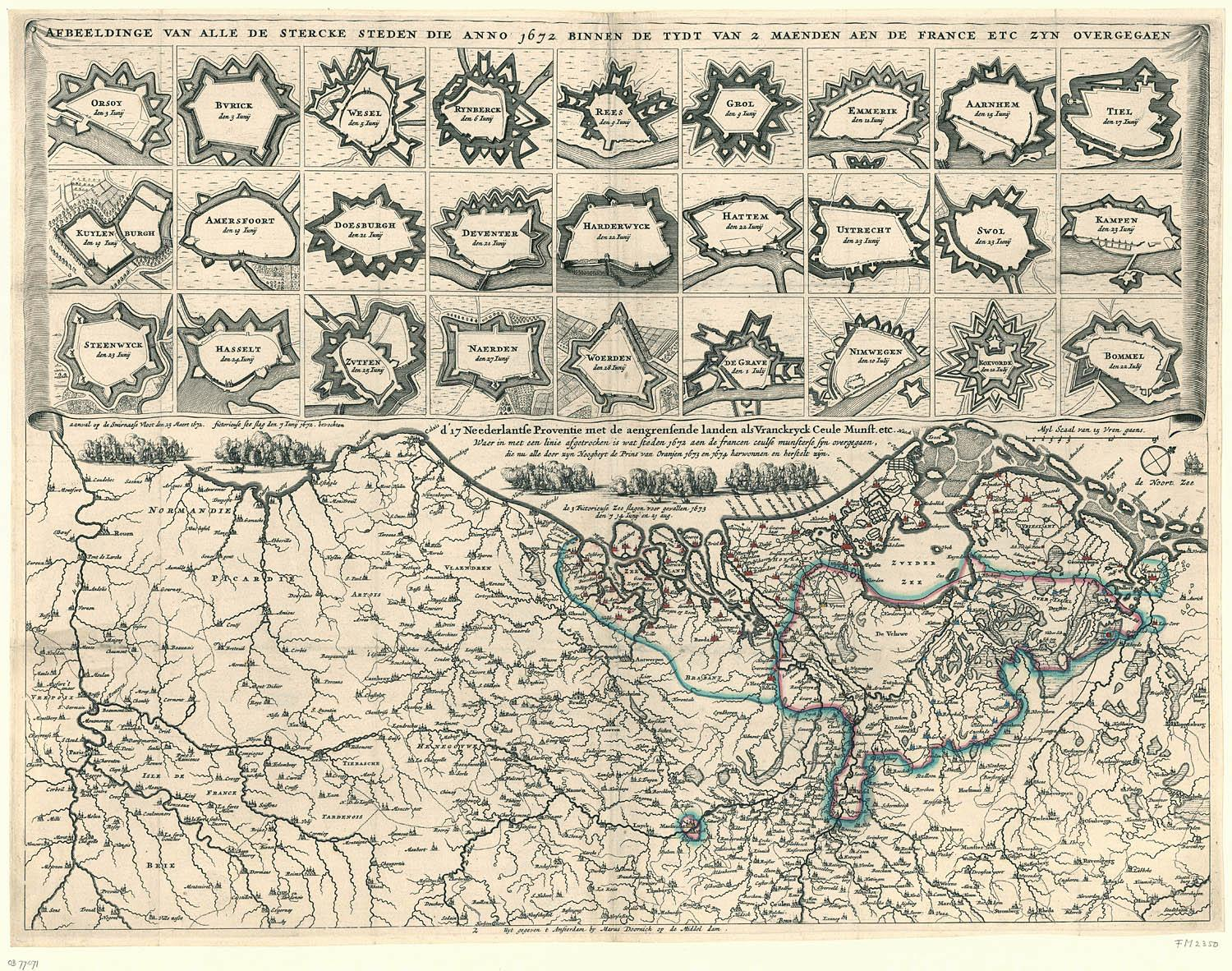
Kaart met Nederlandse vestingsteden die in 1672 door de Fransen werden bezet

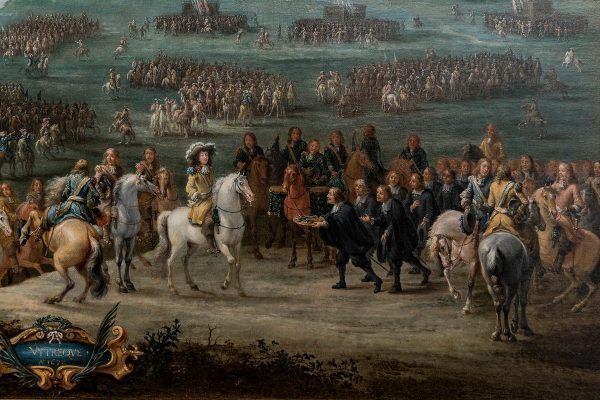
Lambert de Hondt (II): Lodewijk XIV ontvangt de sleutels en overgave van de stad Utrecht, 30 juni 1672 (detail)

Lodewijk XIV begon de Hollandse Oorlog door in april 1672 de Republiek binnen te vallen bij de Maas, dwars door het prinsbisdom Luik dat van zijn bondgenoot Keulen afhankelijk was. Zo was het niet nodig de Zuidelijke Nederlanden te doorkruisen en kwam hij niet in oorlog met Spanje.
Maastricht leek goed verdedigd en omdat het voor hem strategisch niet belangrijk was, liet hij het links liggen. Wel liet hij 10.000 soldaten achter om te voorkomen dat hij in de rug zou worden aangevallen. Vervolgens nam hij Kleef in en stak in juni de Rijn over bij het tolhuis van Lobith.
Zijn bondgenoot de prins-bisschop van Münster, Bernhard von Galen kon zonder veel verzet doortrekken naar de stad Groningen. De Ridderschap van Overijssel had zich zonder slag of stoot overgegeven en ook Drenthe werd bezet. De stad Groningen bood weerstand onder leiding van Carl von Rabenhaupt, baron van Sucha (1602-1675). De strijd werd door beide zijden vooral met de artillerie gevoerd. Hieraan heeft Bernhard von Galen zijn bijnaam Bommen Berend te danken. Het beleg duurde vier weken, waarna de bisschop van Münster het opgaf nadat hij de helft van zijn leger had verloren, deels wegens gevechten met de vijand en deels wegens het slechte weer.
De Fransen rukten op met een leger van 120.000 man sterk, een van de grootste legers die Europa tot die tijd had gezien. Samen met de tros zou het leger 300.000 personen hebben omvat. De Republiek had het Staatse leger verwaarloosd ten voordele van de oorlogsvloot. In de jaren voorafgaand aan de Hollandse Oorlog probeerde raadpensionaris Johan de Witt het landleger drastisch te versterken, maar de autonome steden weigerden het benodigde geld beschikbaar te stellen.
De IJssel-linie hield niet lang stand en de Franse troepen drongen door tot in het hart van de Republiek. Zelfs de stad Utrecht werd door de Fransen bezet. Maar in Holland legde de Republiek met overstromingen een Waterlinie aan (juni 1672). Lodewijk XIV, niet gehaast en gebrand op een oorlogsvergoeding, ging in Utrecht op de overgave wachten. Doch zo geraakte de Hollandse Waterlinie tijdig af (juli 1672). Een minder bekende kijk op het niet aanvallen van Amsterdam is dat de soldaten in het Franse leger dit weigerden omdat zij in wissels werden betaald die uiteindelijk in Amsterdam verzilverd moesten worden. Zij vreesden dat na de val van Amsterdam hun wissels waardeloos zouden zijn. (Bron: Overvloed en onbehagen).

Lodewijks gebrek aan doortastendheid redde de Republiek. En ook diplomatiek betrok voor hem de gezichtseinder. Omdat hij niet terugtrok uit het Brandenburgse Kleef, verbond ook Leopold I, de keizer van het Heilige Roomse Rijk, zich met de Republiek (juli 1672). Toen een leger van de Duitse keizer met Brandenburg-Pruisen dichterbij kwam (augustus 1672), moest Lodewijk XIV een deel van zijn troepen naar het oosten verplaatsen. Hij stond al zwakker in de Republiek, omdat hij zijn leger deed uitzwermen om de steden te bezetten.

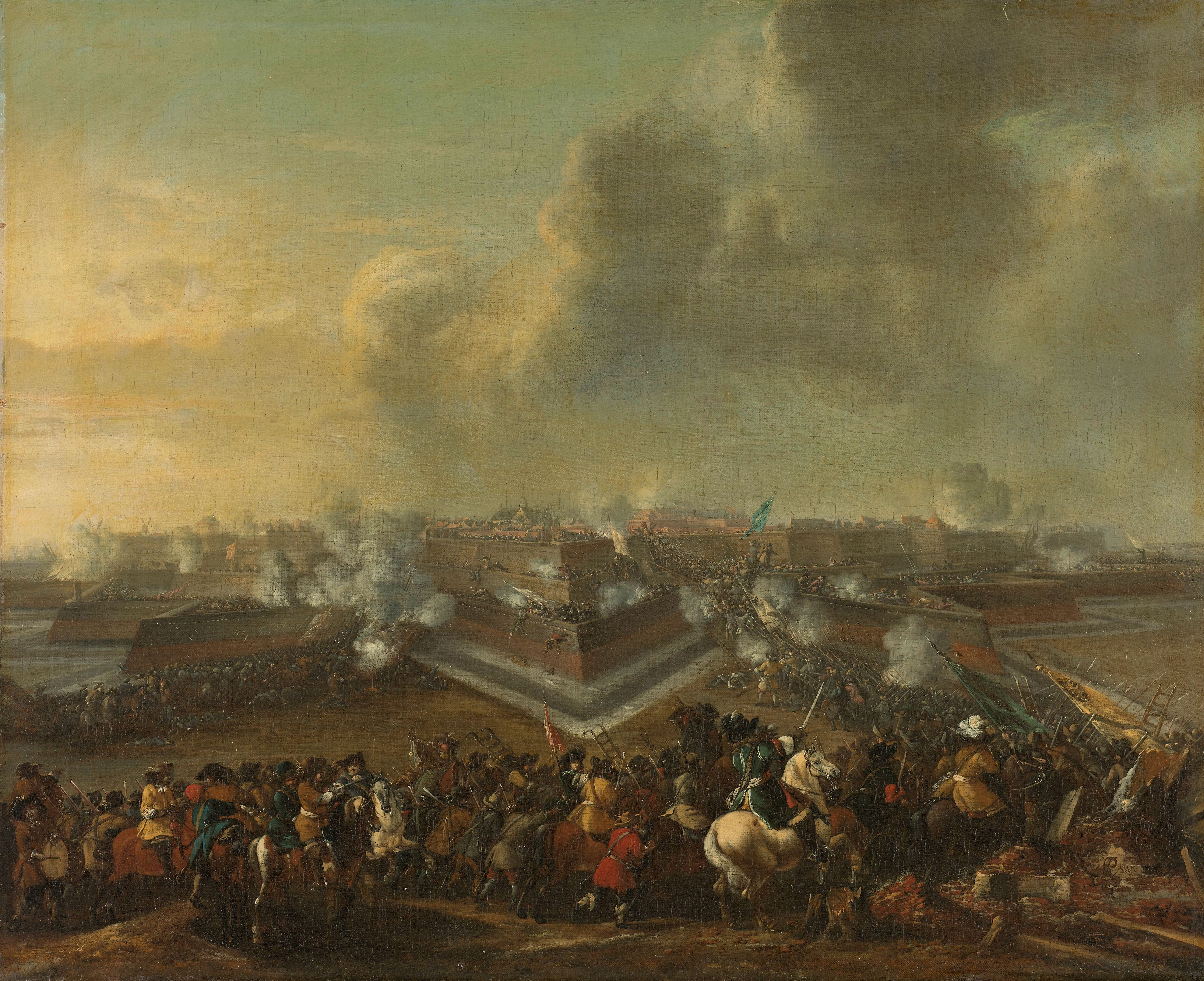
De bestorming van Coevorden

### In de Republiek verdringt Willem III de regenten (1672)

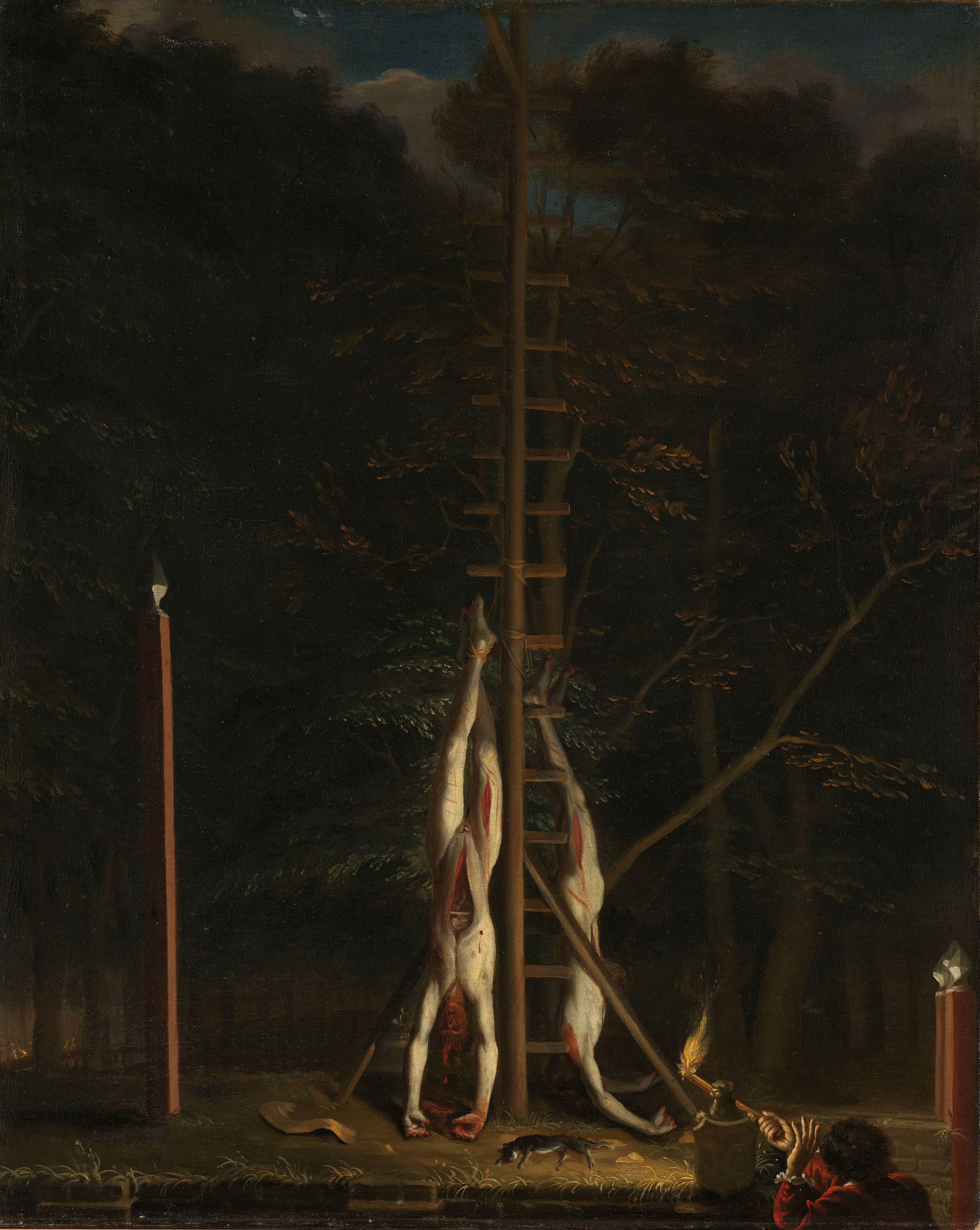
Johan en Cornelis de Witt door een volksmenigte gelyncht

In Holland brak een niet geheel spontane volksopstand uit. De Oranjepartij, zelf sterk door de Engelsen gesteund, gebruikte de oorlog om een staatsgreep te plegen. In veel plaatsen werden de regenten valselijk beschuldigd zich tegen betaling over te willen geven aan de Fransen. Dezelfde beschuldiging werd tegen Michiel de Ruyter ingebracht; hij zou de vloot aan de Fransen hebben willen verraden. In Den Haag werden de raadpensionaris Johan de Witt en zijn broer Cornelis vermoord. Een volksmenigte werd opgehitst door orangisten en drong de gevangenis binnen waar Cornelis werd vastgehouden (augustus 1672). De situatie wordt wel omschreven als: Het volk was redeloos, de regering radeloos en het land reddeloos.
Het Eerste Stadhouderloos Tijdperk (1650-1672) eindigde toen prins Willem III de nieuwe stadhouder werd (4 juli Holland, 16 juli Zeeland) en de leiding van de strijd tegen Frankrijk op zich nam. De Oranje-stadhouders werden opnieuw baas, de regenten opzijgeschoven. In tegenstelling tot wat de Fransen en Engelsen hadden verwacht, bleek Willem III geen marionet in hun handen, maar geleid te worden door de belangen van de Nederlandse Republiek. De schrik over de Franse inval zat er bij de Nederlanders diep in. Willem III zou na de Hollandse Oorlog de spil worden van de anti-Franse coalitie in Europa, die in de Negenjarige Oorlog en de Spaanse Successieoorlog het Franse expansiestreven een halt zou toeroepen.

## Engeland sluit na de 3de Engelse Zeeoorlog vrede met de Republiek (1674)

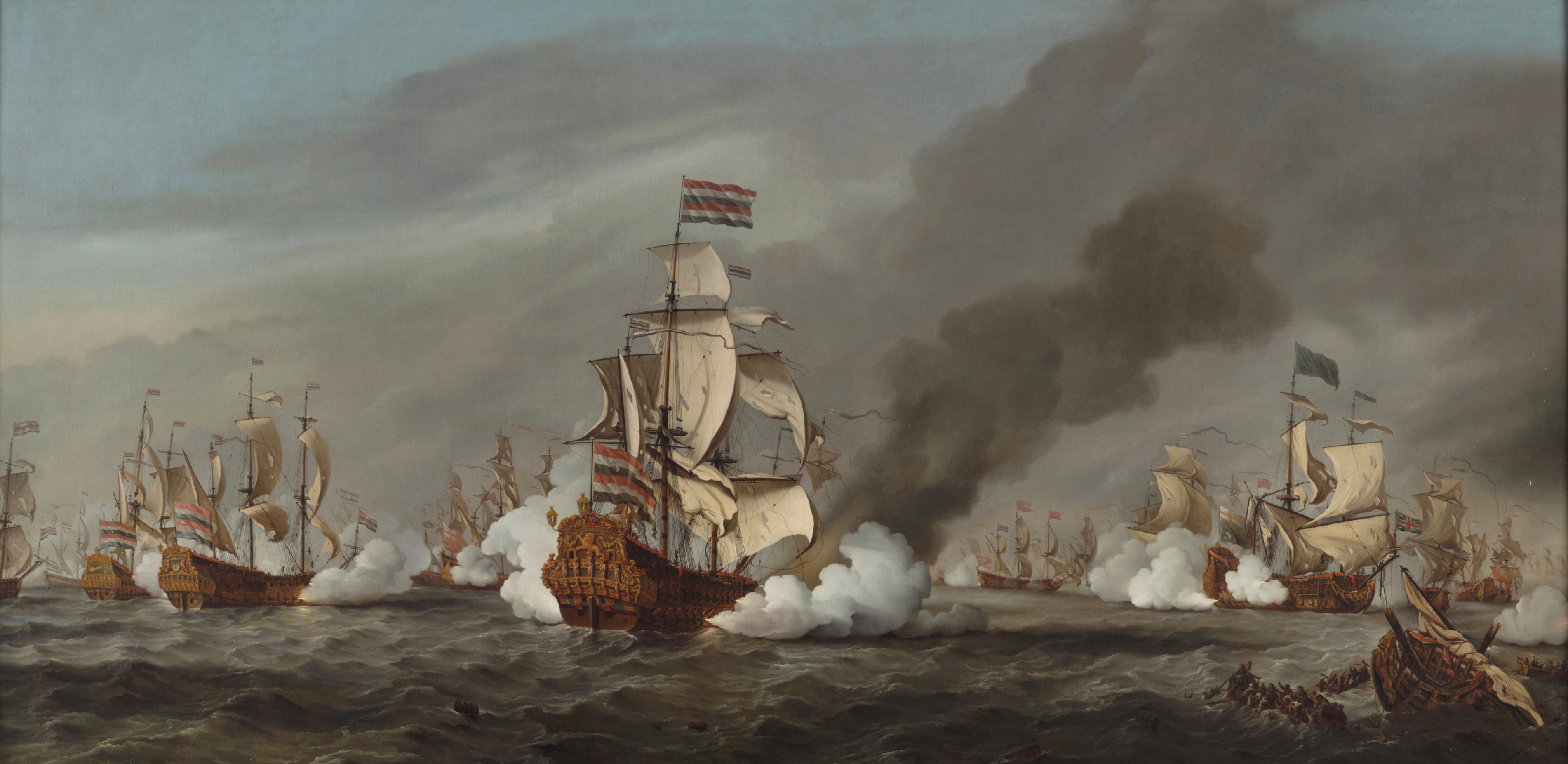
De Slag bij Kijkduin (1673), de Staatse admiraal De Ruyter blijft de Fransen en de Engelsen afmatten

Lodewijk XIV raakte in 1673 zijn Engelse bondgenoot kwijt. Het Engelse parlement had zijn koning gedwongen de Test-wet te aanvaarden (maart 1673). Deze wet hield de overheidsbetrekkingen aan anglicanen voor, en was gericht tegen de godsdienstige verdraagzaamheidswet van Karel II. Een Engels absolutisme gesteund op het katholicisme en op de katholieken werd verijdeld. Maar dat was juist waar Lodewijk XIV met zijn betoelagingsverdrag van 1670 op aanstuurde. De Republiek voerde in Engeland met succes een grote pamflet-actie (zomer 1673). Op zee bleef de Republiek sterk. Toen de Engels-Franse vloot naar Noord-Holland stevende om De Ruyter weg te lokken uit Schooneveld wist hij met 75 vooral kleinere schepen tegen 92 schepen en elk 30 branders, bij Kijkduin/Texel (augustus 1673) Fransen en Engelsen voor de vierde maal te scheiden en ze opnieuw van een kustblokkering te doen afzien. Opnieuw verloren beide kanten geen schepen, maar de Engelsen en Fransen betreurden wel 2.000 doden, de Republiek 1.000. De Ruyter spaarde zijn krachten, behaalde geen grote overwinningen, maar hield de Staatse vloot tegen een overmacht overeind en wist daarmee een blokkade en een landing te voorkomen. In Noord-Amerika heroverde de Staatse vloot Nieuw-Nederland, de huidige staat New York (augustus 1673) dat de nieuwe naam Nieuw-Oranje kreeg.

## Lodewijk XIV vs. de Zuidelijke Nederlanden (1673), de Hollandse fase eindigt (1674)

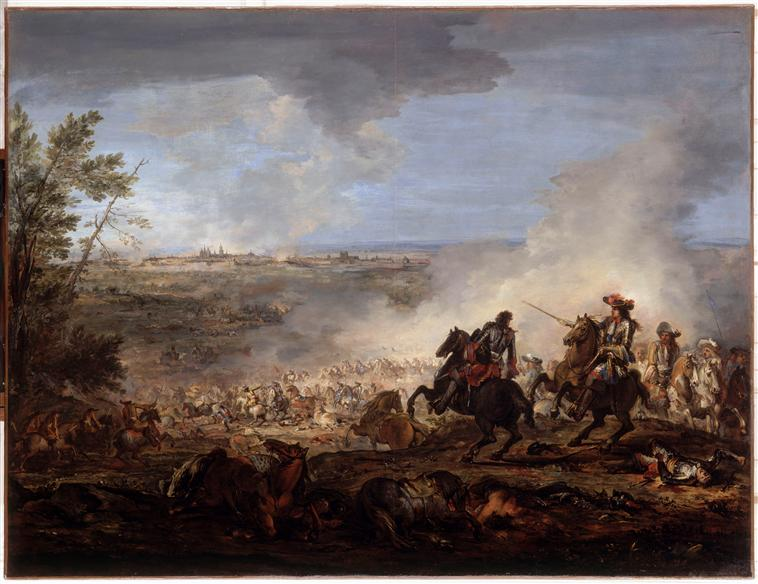
Lodewijk XIV slaat in 1673 het beleg om Maastricht

Lodewijk XIV verloor na een jaar in Utrecht zijn geduld. En de in het centrum van de Republiek gelegerde Franse troepen raakten geïsoleerd, omdat hun aanvoerlijn langs de Rijn bedreigd werd. Om een verbindingslijn langs de Maas op te bouwen, sloegen de Fransen het beleg om de stad Maastricht, die zij in juni 1673 veroverden. En daarmee bedreigde Lodewijk XIV nu Spanjes Zuidelijke Nederlanden, die trouwens nog altijd zijn hoofdoogmerk waren. Franse troepen plunderden Brabant en Vlaanderen in mei-juni 1673. De oorlog verplaatste zich van de Republiek naar de Zuidelijke Nederlanden. En zo kon de Republiek een Quadruple Alliantie (1673) aangaan met Spanje, de keizer en bezet Lotharingen (augustus 1673) terwijl Brandenburg na een nederlaag tijdelijk uittrad (juni 1673) Toen Willem III per verrassing ook nog eens de Franse krijgsvoorraden in Bonn op de Midden-Rijn veroverde (november 1673) en zo contact legde met Spanje en de keizerlijken moest Lodewijk XIV uit de Republiek terugtrekken. De Republiek had zo de Engelse vloot, de Franse vloot en het Franse leger overwonnen. Militair was dit het volstrekte hoogtepunt van de Gouden Eeuw. Toen het Engelse Parlement Karel II geen begroting meer gunde (november 1673) sloot hij vlug de Vrede van Westminster (maart 1674) met de Republiek, en kreeg daarvoor een vergoeding en New York terug. En in het noordoosten van de Republiek bleven Von Rabenhaupt en Von Galen elkaar op verschillende plaatsen treffen, waarbij Von Rabenhaupt bij Veldhausen een nederlaag leed. Hierna grepen de coalitiegenoten van de Republiek, Brandenburg en keizer Leopold in. Voor de oorlog met Münster wordt ook wel de naam Tweede Münsterse Oorlog gebruikt. Ook Münster en Keulen sloten nu vrede met de Republiek (april 1674). De eerste, Hollandse fase (1672-1674) van de oorlog was voorbij.

## De afleidingsfase (1674-1676) begint in de Elzas
In de afleidingsfase (1674-1676) van de Hollandse Oorlog moest Lodewijk XIV het rooien zonder Engeland/Schotland. Want Engeland/Schotland was niet langer meer in oorlog met de Republiek. Lodewijk XIV moest nu op eigen houtje de Republiek, Brandenburg-Pruisen, de keizer en Spanje opvangen. Zijn hoofdobjectief bleef inmiddels wel de Spaanse Zuidelijke Nederlanden. Ze inpalmen zou de Franse Rijn-Alpen-Pyreneeëndoctrine voor natuurlijke grenzen verwezenlijken met Franse grenzen die opschoven richting de Nederrijn. En bovendien bevonden de Spaanse Zuidelijke Nederlanden zich dreigend dicht bij de Franse hoofdstad Parijs en bij Versailles, beide excentrisch en erg noordelijk in Frankrijk gelegen. Maar Lodewijk XIV werd afgeleid in de Elzas. Want daar werd Frankrijk door de keizer en door Brandenburg-Pruisen vanuit de Palts bedreigd. Turenne viel de Spaanse Franche-Comté binnen (mei-juni 1674), stak de Rijn over en versloeg de keizerlijken bij Sinsheim (juni 1674) en brandschatte de Palts, waarop Brandenburg en de keizerlijken de Elzas binnenvielen (augustus 1674). Willem III van zijn kant viel vanuit de Zuidelijke Nederlanden aan richting Parijs maar werd door de Condé tegengehouden te Seneffe (augustus 1674). Frankrijk bleef in het prinsbisdom Luik wel Dinant, Hoei en Luik bezetten. Turenne dreef Brandenburg en de keizerlijken in de Elzas terug te Turckheim (januari 1675). Doch het bleef er spannen. Want Turenne viel de keizerlijken aan te Salzbach maar werd er gedood (juli 1675). En de Condé moest toen de keizerlijken die de Elzas opnieuw binnenvielen terugslaan, maar verloor daarbij wel Trier en Philippsburg (augustus-september 1675).

## Franse afleidingen in Spaans Sicilië en met Zweden in Brandenburg (1674-1676)

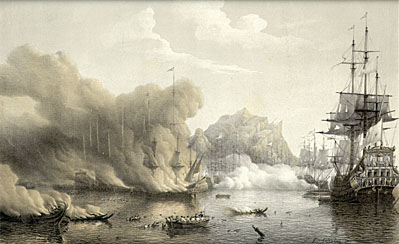
Een Franse vloot bestookt een Staats-Spaanse vloot in de haven van Palermo

Lodewijk XIV verrichtte zelf twee afleidingsmanoeuvres. Ten eerste deed hij de Zweden vanuit Zweeds-Pommeren het onverdedigde Brandenburg binnenvallen (december 1674). Zweden kwam tot naast Berlijn (mei 1675), en wilde in Havelberg de Elbe over, Noordwest-Duitsland in. De Brandenburgse keurvorst moest ijlings de Elzas verlaten doch wist eenmaal thuis te Fehrbellin, rechts van Havelberg, de Zweden verpletterend te overwinnen (juni 1675). Zweden geraakte in het defensief en zijn faam van onoverwinnelijkheid lag aan scherven. Coenraad van Klenck werd als gezant naar Moskou afgevaardigd om de tsaar Alexis van Rusland te bewegen Zweden vanuit het oosten aan te vallen, zodat de Grote Keurvorst meer bewegingsvrijheid had de Republiek te steunen. Brandenburg en Denemarken namen nu niet alleen Zweeds-Pommeren (september 1675-november 1678) maar ook Zweeds-Bremen en -Verden over (september 1675-augustus 1676) en de Denen ook nog eens Gotland en Zuid-Zweden (mei-juni 1676). Zo begon ook nog eens een Schoonse Oorlog tussen Denemarken en Zweden. En Zweden had weinig zeemacht. Denemarken en de Republiek onder Tromp verpletterden de Zweedse vloot bij het Zuid-Zweedse eiland Öland (juni 1676). Doch al bij al was het Franse afleidingsmanoeuvre gelukt. Brandenburg keerde niet terug naar de Elzas.
Als tweede afleidingsmanoeuvre ondersteunde Lodewijk XIV met een vloot een Siciliaanse opstand tegen Spanje, die uitbrak in de havenstad Messina (1674). De Republiek zond De Ruyter met 17 oude schepen om Spanje te helpen de Franse maritieme verbindingen met Sicilië te verbreken. Frankrijk evenwel viel de Staats-Spaanse vloot aan bij het Siciliaanse eiland Stromboli (januari 1676) en bleef gelijk te Augusta, bij Siciliës Etna-vulkaan (april 1676). De Ruyter sneuvelde er. Frankrijk kon daarop vóór Siciliës hoofdstad Palermo (juni 1676) de Staats-Spaanse vloot voor anker verrassen en zo het zeeoverwicht op de westelijke Middellandse Zee verwerven. Spanje kon de Siciliaanse opstand desalniettemin neerslaan. Maar zoals Zweden zowel Brandenburg als Denemarken afleidde, zo hield ook de Siciliaanse opstand zowel Spanje als de Republiek bezig. Toch bleef Lodewijk XIV ter plekke trappelen in de Elzas, terwijl hij en Louvois in de Zuidelijke Nederlanden de tactiek van de verschroeide aarde toepasten en er vooral de industrie vernietigden (1673-1678). Voor de Zuidelijke Nederlanden betekende dit het einde van hun stadscultuur en een totale duik de ruralisatie en de onderontwikkeling in.

## Frankrijk en Zweden zegevieren in de slotfase (1677-1678)

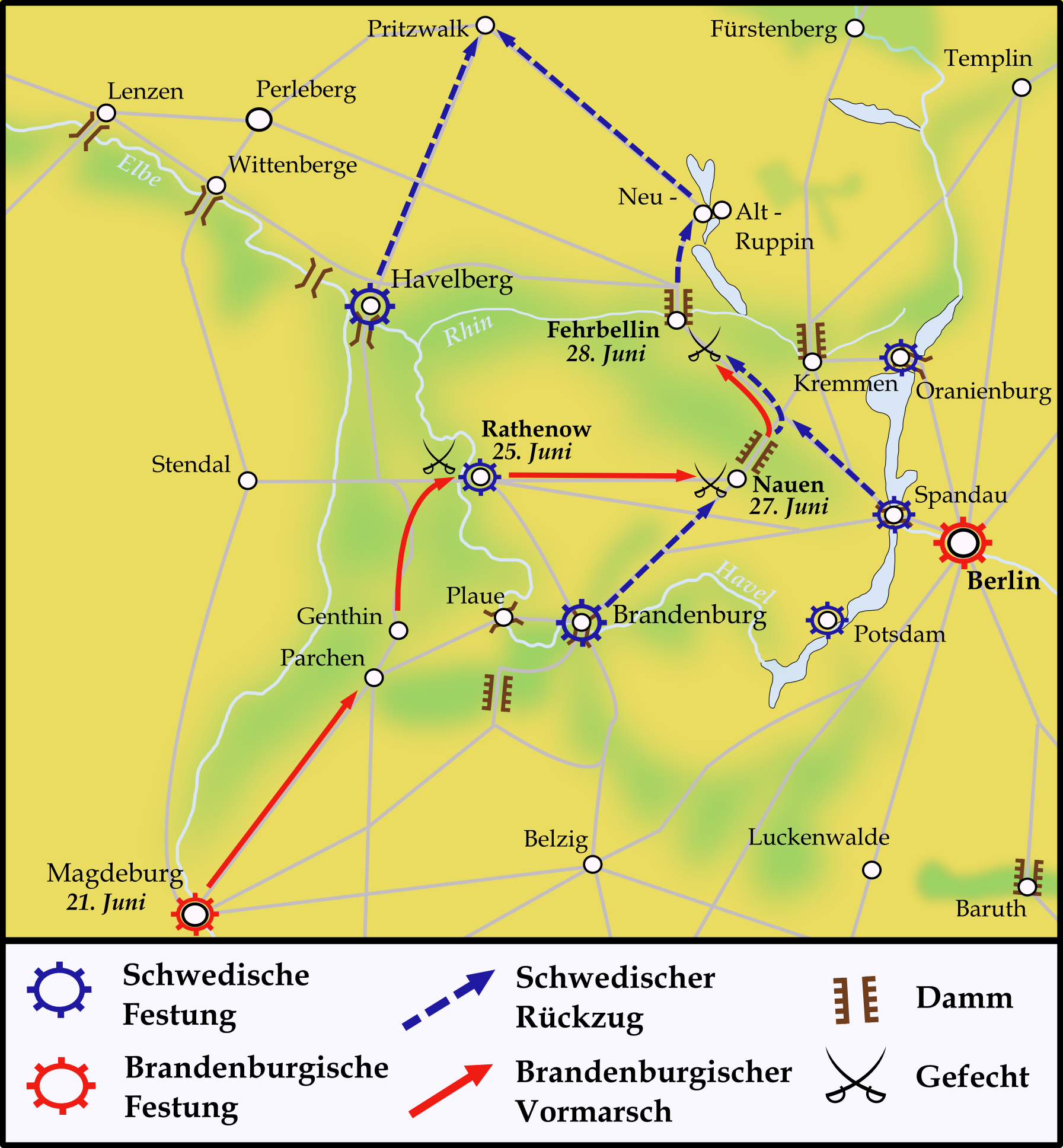
De Slag bij Fehrbellin, Brandenburg-Pruisen wordt een belangrijke macht

In de slotfase (1677-1678) van de Hollandse Oorlog werd de status quo verbroken omdat Frankrijk en Zweden zich plots hervatten. . Denemarken versloeg weliswaar zowel de Zweedse vloot uit Göteborg (juni 1677) als die uit de Oostzee (juli 1677), maar te land stelde Zweden de herovering van Zuid-Zweden zeker door een zege bij Landskrona (juli 1677) en de inname van Kristianstad (augustus 1678). Zwedens aanval vanuit Lijfland op Brandenburgs Pruisen mislukte evenwel (oktober 1678-februari 1679). Frankrijk nam in de Zuidelijke Nederlanden Valencijn en Kamerijk (maart-april 1677) en overwon bij Kassel (april 1677) Willem III en kreeg zo de streek van Sint-Omaars in handen. Willem III moest ook het beleg van Charleroi opgeven (juli 1677). Opnieuw konden Franse troepen een deel van Vlaanderen plunderen, en vanuit de Elzas kon Frankrijk Freiburg innemen (november 1677). Kortom, Zweden herpakte zich militair tegen Denemarken en Frankrijk deed dat zowel in de Zuidelijke Nederlanden als in de Elzas.

## Het Engelse parlement keert zich tegen Frankrijk (1677-1678)
Diplomatiek daarentegen bleef Frankrijk achteruitboeren. Want Engeland blokte het absolutisme nu voorgoed af en verbond zich openlijk met de Republiek. Het Parlement verplichtte Karel II namelijk zijn nicht en opvolgster uit te huwen aan de calvinistische stadhouder van de Republiek, Willem III (oktober 1677), die op die manier de Engels/Schotse troonopvolger zou worden. En Engeland/Schotland en de Republiek gingen formeel een bondgenootschap aan (januari 1678). Engeland/Schotland, de betoelaagde Franse bondgenoot, werd nu de vijand van Frankrijk. Engeland wees het absolutisme, het katholicisme en de Franse invloed definitief af. Voor de Nederlanden was dit een kantelmoment. Daarenboven voerde het Engelse parlementarisme geopolitieke vernieuwingen in. Want Engeland, geleerd door De Ruyter die in 1667 Londen en de Theemsmonding bedreigde, wilde voortaan de Schelde-Maas-Rijndelta recht daartegenover alsmede Londen vrijwaren. En dat impliceerde dat Engeland/Schotland in de Nederlanden geen bedreiging meer zou dulden. En dat stond haaks op Frankrijks Rijn-Alpen-Pyreneeëndoctrine voor natuurlijke grenzen om de Zuidelijke Nederlanden in te palmen. Dat Engeland geen Fransen of Duitsers wilde in de delta van de Lage Landen bleef trouwens zo tot 1918. En met dit Engelse Lage-Landenbeleid kregen de Zuidelijke Nederlanden er onverwacht een bondgenoot bij. Weliswaar vernietigd en uitgeplunderd door Frankrijk keerden ze zo terug naar de laatmiddeleeuwse geopolitiek, toen onaflatende Engelse aanvallen de Fransen afleidden en Vlaanderens zelfstandigheid vrijwaarden. Lodewijk XIV beantwoordde het Staats-Engelse verbond evenwel door in de Zuidelijke Nederlanden Gent en Ieper in te nemen (maart 1678) en zo de Republiek te bedreigen. Alle partijen wilden nu vrede. Maar Lodewijk XIV wilde tegelijk aan Zweden diens Noord-Duitse gebieden West-Pommeren en Bremen-Verden doen teruggeven. En na weer eens een Franse overwinning op de Midden-Rijn (juli 1678) gingen Frankrijks vijanden daarop in.

## De Vrede van Nijmegen beëindigt de Hollandse Oorlog (1678-1679)

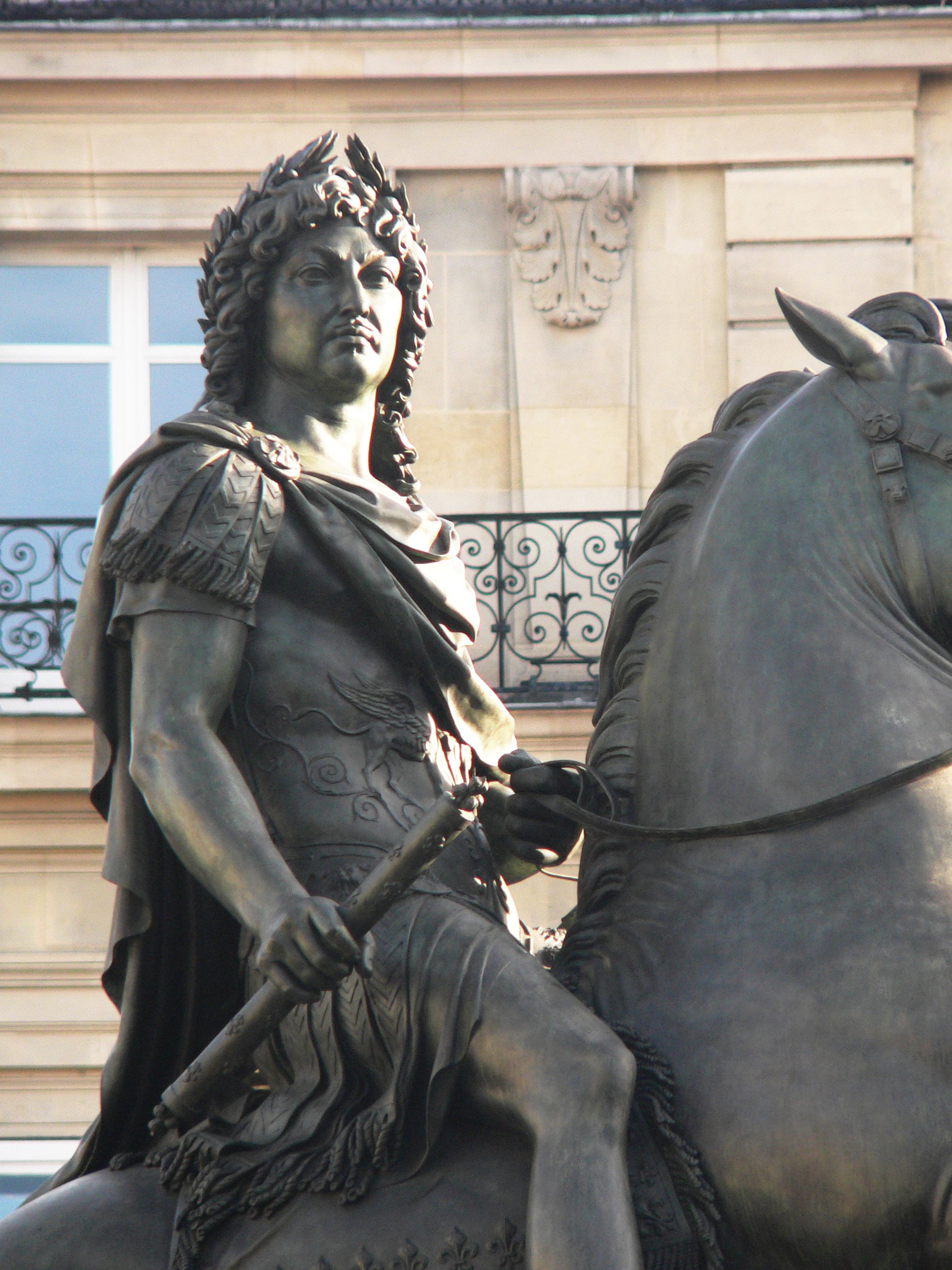
Lodewijk XIV als klassieke overwinnaar op het Overwinningsplein te Parijs

Lodewijk XIV kon zo in de Vrede van Nijmegen (augustus 1678) nog voorwaarden stellen. Frankrijk gaf Maastricht terug aan de Republiek en verzachtte zijn protectionisme tegenover haar, in ruil waarvoor de katholieke godsdienst vrij mocht worden beleden binnen de Verenigde Provincies. Een gevolg van deze oorlog, waarin door de invallende mogendheden vele kerken tijdelijk werden teruggegeven aan de katholieken, was een groeiend besef bij de Nederlandse autoriteiten dat de loyaliteit van de grote katholieke minderheid van essentieel belang was. Dit besef uitte zich in een grotere godsdienstvrijheid en een aanzienlijk soepeler beleid ten aanzien van katholieke schuilkerken. Frankrijk behield de Spaanse Franche-Comté en bleef Lotharingen bezetten. In tegenstelling tot de Spaans-Franse Oorlog (1635-1659) en de Devolutieoorlog (1667-1668) kon Frankrijk ditmaal in de Zuidelijke Nederlanden geen noemenswaardige gebiedswinsten boeken. Frankrijk verkreeg de streken rond Sint-Omaars, Atrecht en Maubeuge, maar moest het gebied Kortrijk-Aat en de enclave Binche teruggeven. Wel sloot Lodewijk XIV zo de vorige, daartoe trouwens opzettelijk verspreide veroveringen aaneen. Na Duinkerke, Veurne en nu ook Ieper ging opnieuw Nederlandstalig gebied verloren, alhoewel Kortrijk terugkeerde naar de Zuidelijke Nederlanden. De westelijke Middellandse Zee kwam onder Frankrijks zeggenschap en in de Cariben kreeg Frankrijk West-Hispaniola/Haïti van Spanje. Het Franse leger was erin geslaagd de Republiek, Spanje, de keizer en Brandenburg te weerstaan. Frankrijk ontving zo van de keizer nog Freiburg (februari 1679), en daarmee een bruggehoofd ten oosten van de Rijn om het Heilige Roomse Rijk mee te bedreigen. Frankrijk zorgde er bij de Vrede van Saint-Germain met Brandenburg-Pruisen (juni 1679) voor dat zijn bondgenoot Zweden zijn Noord-Duitse gebieden terugkreeg. Frankrijk bezette zelfs het Brandenburgse Kleef en rukte op naar Minden om in juni 1679 Denemarken te dwingen Bremen en het Vorstendom Verden aan Zweden terug te geven. Frankrijk wilde namelijk dat Zweden met zijn Noord-Duitse gebieden Brandenburg-Pruisen en het Heilige Roomse Rijk zou kunnen blijven bedreigen. Frankrijk werd nu de dominante mogendheid in Europa.

De Franse gebiedswinst in de Zuidelijke Nederlanden, voorheen door de Vrede van Aken (1668) en nu door de Vrede van Nijmegen (1678) met Sint-Omaars, Kamerijk en Maubeuge

Doch schijn bedroog. De keizer werd namelijk dubbel afgeleid, enerzijds door de opstanden in Kroatië en in Hongarije (1671-1675) waarbij die laatsten Habsburgs Slowakije innamen (1678) en anderzijds door de Osmanen die aan Polen-Litouwen delen van Zuid-Oekraïne ontnamen (1672-1676) en Rusland succesvol bestreden (1676-1681). Door die neutralisering van de keizer leek Frankrijk sterker dan het was. Frankrijk had trouwens in de Republiek wel degelijk een militaire nederlaag geleden, een bekwame veldheer als Turenne was nu gesneuveld, terwijl Condé in 1686 zou overlijden. De Zuidelijke Nederlanden waren nog altijd niet in hun geheel veroverd en de groeiende tegenstelling met Engeland/Schotland maakte een Frans-Engels verbond voortaan erg moeilijk. In Engeland dwong het Parlement Karel II nu om de Habeas-Corpuswet tegen willekeurige aanhoudingen te aanvaarden (mei 1679). Bovendien probeerde het Parlement met een Uitsluitingswet (mei 1679) katholieken van de troon bannen. Het stelde liberale Whigs tegen behoudsgezinde Tories op, zij steunden namelijk de absolutistische koningsbroer Jakob II en lokten met die tegenstelling het begin van een parlementair leven uit.
Frankrijk verzwakte ook geopolitiek nu het Engelse parlement zich tijdens de oorlog tegen het Franse absolutisme keerde en een dynastieke band ontwikkelde met de Republiek, en zo een Nederlands-Engels blok tegen Frankrijk ging vormen. Aan de Oostzee was de Franse bondgenoot Zweden nu verzwakt tegenover een Brandenburg-Pruisen dat als belangrijke landmacht Frankrijk voortaan meer tegengewicht zou bieden. Beresterk was Frankrijk dus niet, en zijn isolering nam toe, wat de Fransen in de Herenigingsoorlog (1682-1684), de Negenjarige Oorlog (1688-1697) en de Spaanse Successieoorlog (1701-1714) ook zouden ondervinden.

## De Hollandse Oorlog en het einde van de Gouden Eeuw
Gevechten die men tactisch wint, kan men strategisch verliezen. De Republiek bereikte in 1672-1673 zijn militaire hoogtepunt en met Engelands ommezwaai in 1673 zijn diplomatieke zenith. Maar die hoogtepunten kostten veel geld, te veel geld. De Republiek raakte financieel uitgeput. De staatsschuld was enorm. Buiten adem begon de Republiek geleidelijk op Engeland te leunen. De bouw van oorlogsschepen begon achterop te lopen, wat de Republiek langzaam de das om zou doen. Ze had een schitterende apotheose beleefd, maar de Gouden Eeuw was beëindigd. Als symbool hiervan gold het (eerste) failliet van de West-Indische Compagnie (1674). Lodewijk XIV was succesvol. Hij had de Republiek als grootmacht gebroken. De Hollandse Oorlog en de tactiek van verschroeide aarde die hij toepaste, hadden Vlaanderen vernield. Van 1675 tot 1800 was er in Vlaanderen geen noemenswaardige industrie meer. Het enige lichtpunt was dat de diplomatieke isolering van Frankrijk, Lodewijk XIV voor de Nederlanden minder gevaarlijk maakte.

## Afbeeldingen hoofdrolspelers

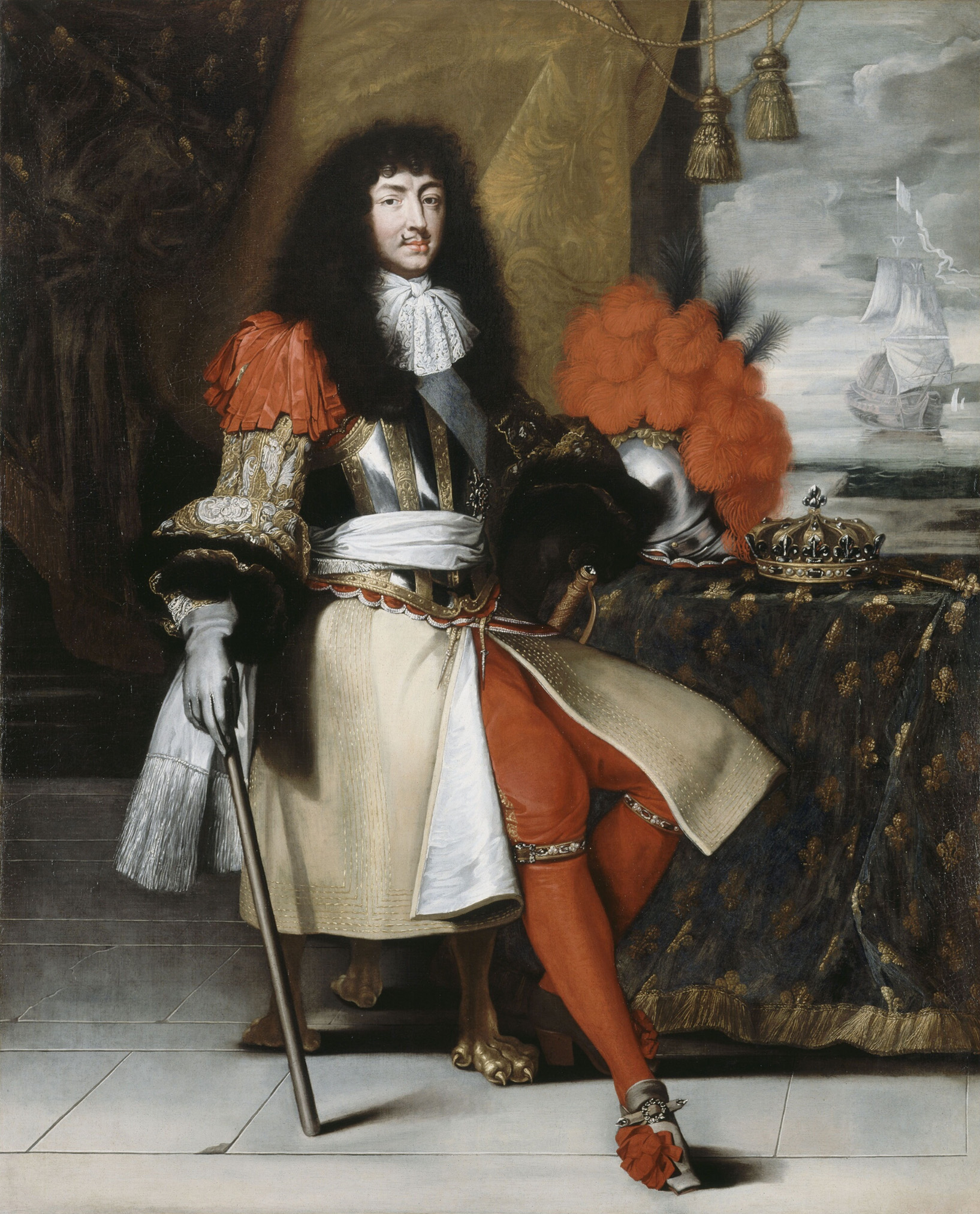
Lodewijk XIV wilde zijn koninkrijk tot de Rijn uitbreiden
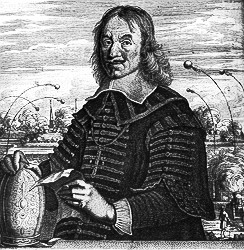
"Bommen Berend" trachtte Groningen te veroveren
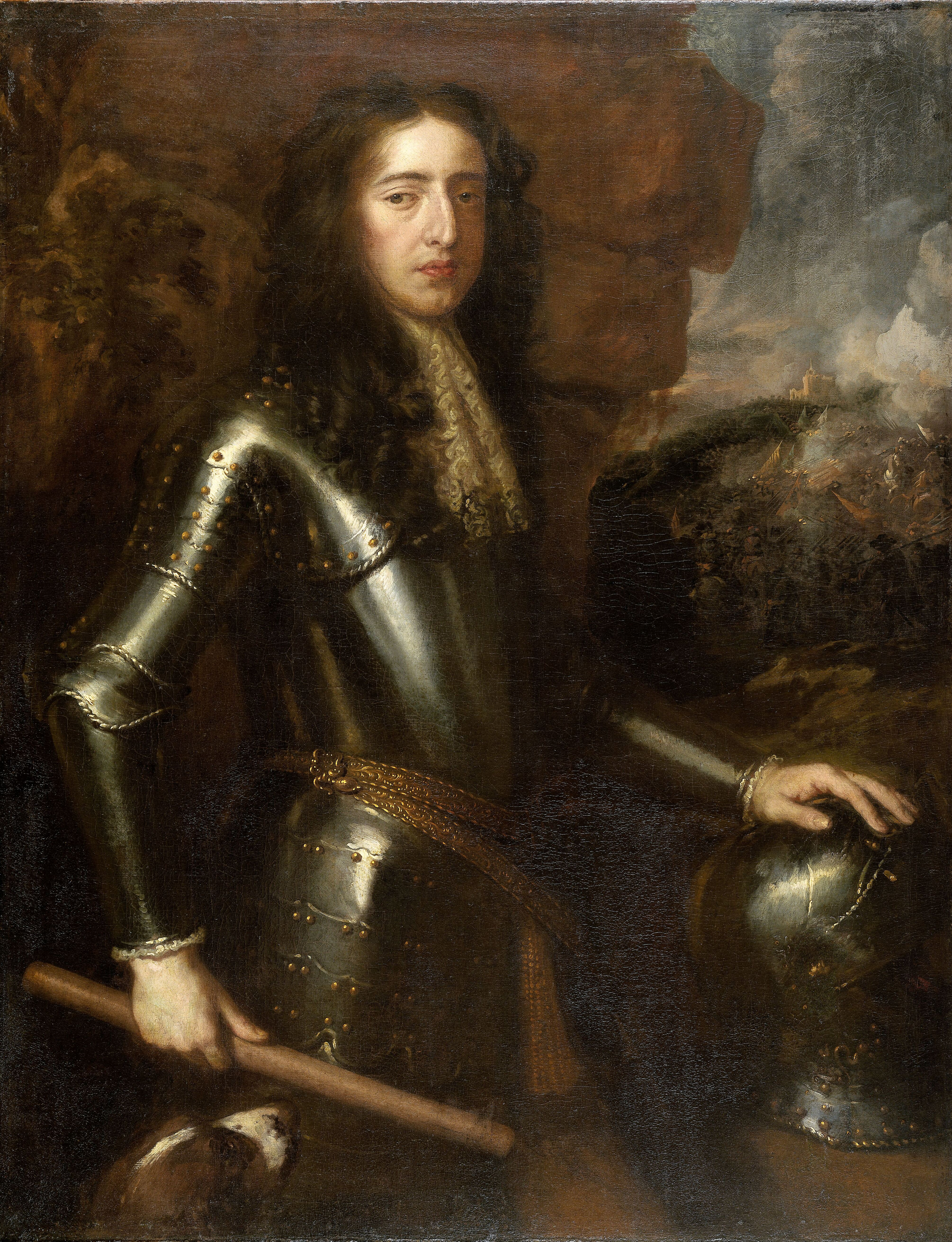
Stadhouder Willem III nam de leiding in de strijd tegen Frankrijk op zich
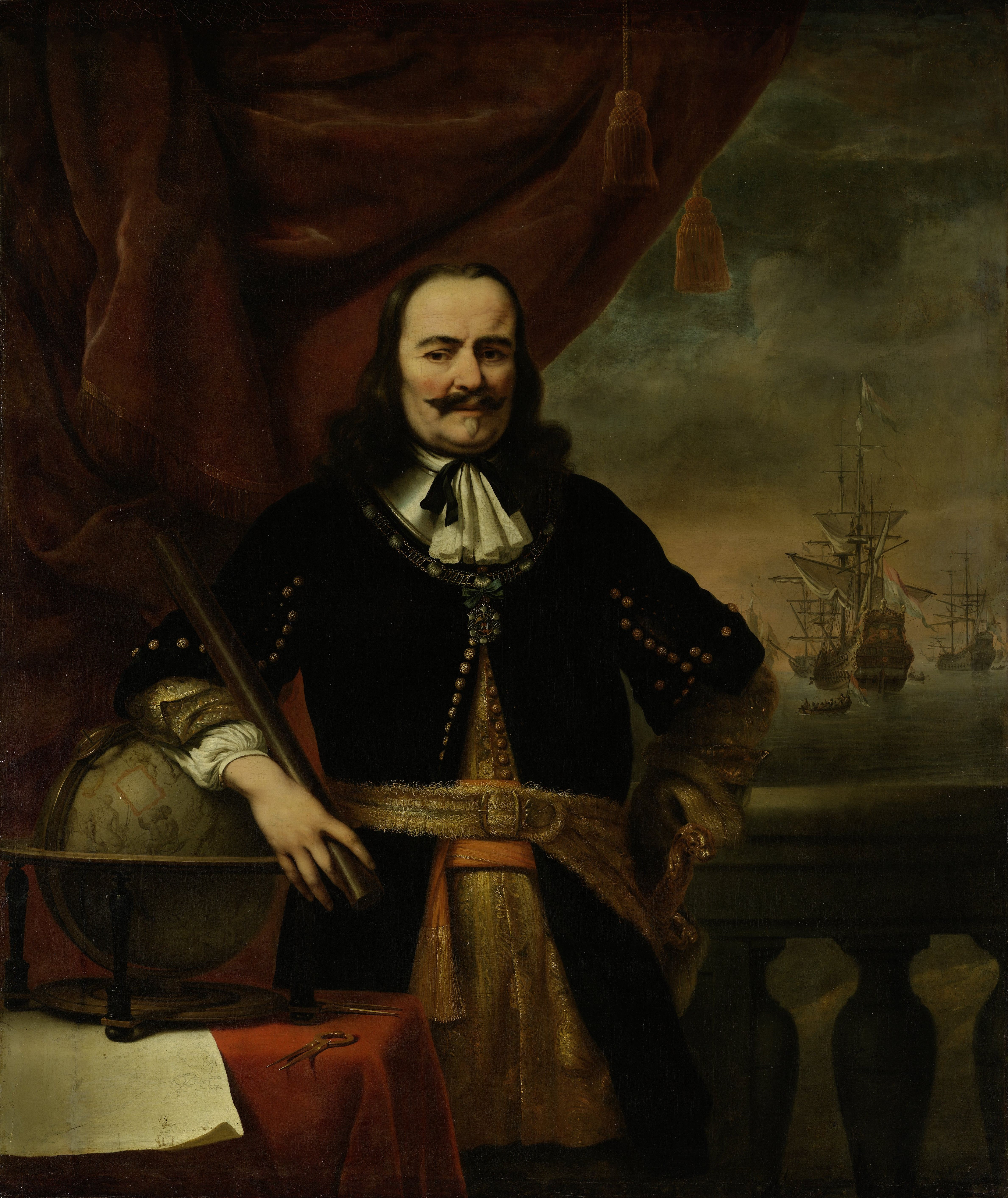
Michiel de Ruyter versloeg de Engelsen op zee

## Chronologische lijst van voornaamste oorlogshandelingen
- 1672 - Slag bij Solebay (7 juni - Derde Engels-Nederlandse Oorlog)
- 1672 - Slag bij Kruipin (12 oktober - 13 oktober) - bij Woerden
- 1673 - Eerste Slag bij het Schooneveld op 7 juni en Tweede Slag bij het Schooneveld op 14 juni - Derde Engels-Nederlandse Oorlog)
- 1673 - Beleg van Maastricht (13 juni - 26 juni)
- 1673 - Slag bij Kijkduin (21 augustus - Derde Engels-Nederlandse Oorlog)
- 1673 - Beleg van Naarden (6 - 13 september)
- 1673 - Beleg van Bonn (eind oktober - 15 november)
- 1673 - Beleg van Werl
- 1673 - Slag bij Heringen
- 1674 - Slag bij Sinsheim (of Sinzheim) (16 juni)
- 1674 - Slag bij Ladenburg (7 juli)
- 1674 - Slag bij Seneffe (11 augustus)
- 1674 - Slag bij Enzheim (4 oktober)
- 1674 - Slag van Mulhouse (29 december)
- 1675 - Slag bij Turckheim (5 januari)
- 1675 - Slag bij Fehrbellin (28 juni - Oorlog Zweeds-Brandenburg)
- 1675 - Slag bij Nieder Sasbach (27 juli)
- 1675 - Slag bij Brücke Konzer (11 augustus)
- 1676 - Slag om Alicudi (8 januari)
- 1676 - Slag van Messina (25 maart)
- 1676 - Slag van Golfo di Augusta (22 april)
- 1676 - Slag bij Jasmund (25 mei - Deens-Zweedse Oorlog van 1675-1679)
- 1676 - Slag bij Öland (11 juni - Deens-Zweedse Oorlog van 1675-1679)
- 1676 - Slag bij Palermo (2 juni)
- 1676 - Slag bij Halmstad (17 augustus - Deens-Zweedse Oorlog van 1675-1679)
- 1676 - Slag bij Lund (4 december - Deens-Zweedse Oorlog van 1675-1679)
- 1677 - Beleg van Valencijn (28 februari - 17 maart)
- 1677 - Eerste Slag bij Tobago (3 maart - 12 maart), Frans-Hollandse zeeslag
- 1677 - Beleg van Kamerijk (28 maart - 17 april)
- 1677 - Slag bij Kassel (11 april)
- 1677 - Slag in de Baai van Køge (1 juli - Deens-Zweedse Oorlog van 1675-1679)
- 1677 - Slag bij Landskrona (24 juli - Deens-Zweedse Oorlog van 1675-1679)
- 1677 - Slag bij Kochersberg (7 oktober)
- 1677 - Tweede Slag bij Tobago (december), Frans-Hollandse zeeslag
- 1678 - Beleg van Offenburg
- 1678 - Beleg van Ieper (18 maart - 25 maart)
- 1678 - Slag van Rheinfelden (6 juli)
- 1678 - Slag bij Gengenbach (23 juli)
- 1678 - Slag bij Saint-Denis (14 augustus)